# Décembre 1930

## Événements
- Du 1 décembre au 5 décembre, Belgique : catastrophe écologique – les brouillards toxiques dans la vallée de la Meuse

- 11 décembre, Canada : sanction de la Loi d’aide aux chômeurs.

- 12 décembre (Espagne) : la garnison de Jaca tente en vain un pronunciamiento républicain.

- 13 décembre, France : Théodore Steeg, président du Conseil.

- 18 décembre : vol postal entre Amsterdam et Batavia et retour avec le courrier de Noël. L'équipage néerlandais vole sur un Fokker XX à l'aller puis un Fokker XVIII au retour.

- 19 décembre : l'aviateur Gaston Génin réalise le premier vol sans visibilité avec un avion de ligne, à savoir un Farman 301 F-AJIG trimoteur, avec l'aide du radiotélégraphiste Manne et du mécanicien Le Plouhinec[1].

- 22 décembre : premier vol du Tupolev ANT-6/TB-3.

- 29 décembre : à la session annuelle de la ligue musulmane d'Allāhābād, le leader nationaliste musulman Muhammad Iqbâl formule l’idée de la création d’un État musulman séparé.

## Naissances
- 2 décembre : Gary Becker, économiste américain
- 3 décembre : Jean-Luc Godard, réalisateur franco-suisse. († 13 septembre 2022).
- 11 décembre :
  - Jean-Louis Trintignant, acteur et réalisateur français († 17 juin 2022).
  - Hugh Everett, physicien et mathématicien américain († 19 juillet 1982).
- 12 décembre : Silvio Santos, personnalité brésilienne des médias († 17 août 2024).
- 14 décembre : 
  - Jānis Pujats, cardinal lituanien, archevêque de Riga.
  - Edward White, astronaute américain († 27 janvier 1967).
- 17 décembre : Arlette Gruss, artiste de cirque française († 2 janvier 2006).
- 18 décembre : Marcel Marlier, illustrateur belge († 18 janvier 2011).
- 19 décembre : Wally Olins, designer britannique († 14 avril 2014).
- 21 décembre : Borivoj Dovniković, caricaturiste, illustrateur et réalisateur de film d'animation Yougoslave et Croate († 8 février 2022).
- 24 décembre : Arsenio Iglesias, footballeur espagnol († 5 mai 2023).
- 27 décembre : Marshall Sahlins, anthropologue americain, spécialiste de l'anthropologie économique († 5 avril 2021).
- 30 décembre : 
  - Elmira Minita Gordon, Gouverneur général du Belize de 1981 à 1993 († 1er janvier 2021).
  - Dündar Ali Osmanoğlu, prétendant au trône de Turquie de 2017 à 2021 († 18 janvier 2021).

## Décès
- 2 décembre : Herman Johannes van der Weele, peintre néerlandais (° 13 janvier 1852).
- 8 décembre : Florbela Espanca, poétesse portugaise.
- 29 décembre :  Xavier de Cardaillac, avocat, historien, traducteur et journaliste français (° 10 juin 1858).